# Onze-Lieve-Vrouw van Bijstandkerk (Hofstade)

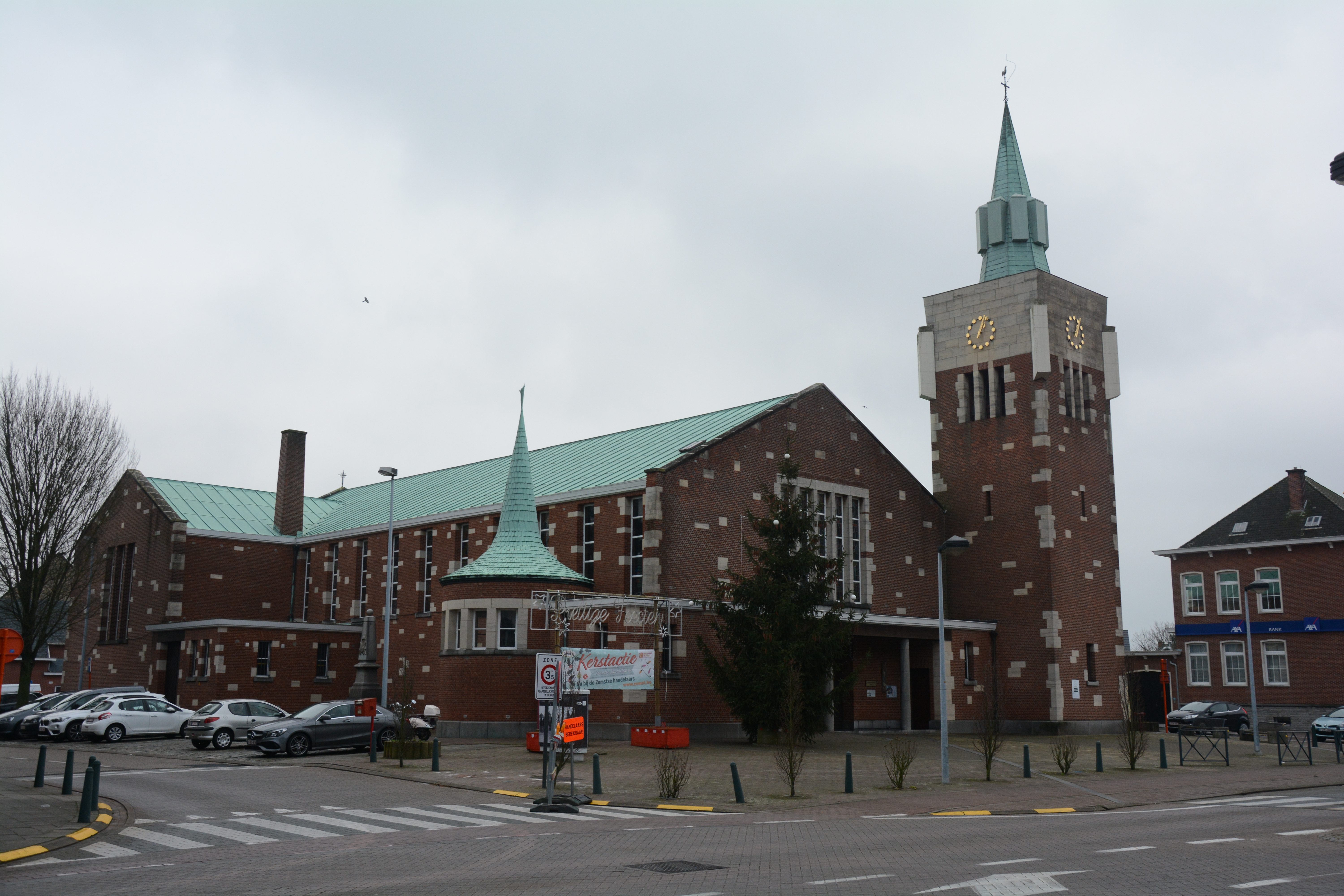
Onze-Lieve-Vrouw van Bijstandkerk

De Onze-Lieve-Vrouw van Bijstandkerk is de parochiekerk van de tot de Vlaams-Brabantse gemeente Zemst behorende plaats Hofstade, gelegen aan de Tervuursesteenweg 255.

## Geschiedenis
Iets na 1840 werd een zandstenen kerk gebouwd op een terrein dat werd geschonken door Louis de Meester de Tilbourg. In 1844 werd de kerk verheven tot parochiekerk. Het was een eenvoudig kerkje met een ingebouwde toren en rondbogige ramen. Deze kerk werd in 1960 gesloopt en vervangen door een moderne kerk die ontworpen werd door Paul Rome. Deze naar het noordoosten georiënteerde kerk heeft een naastgebouwde toren. Hij werd in 1962 in gebruik genomen.